# 葡萄酒与烈酒基金会
葡萄酒与烈酒基金会（Wine & Spirit Education Trust，通常简称为WSET），是一个英国的教育机构，在葡萄酒与烈酒领域组织课程和考试。
基金会创建于1969年， 总部位于伦敦。 基金会的课程最初是为葡萄酒和烈酒行业的人开设的，但有越来越多的非职业的鉴赏家也参加基金会的课程。基金会也在亞洲地區例如香港、台灣及新加坡等地以及全球超過五十個國家提供职业认证及开设课程。

## 课程等级
WSET课程的内容主要集中在有关葡萄酒和烈酒的一般性的理论知识（包括国家和产区，法规，葡萄酒和烈酒的风格及葡萄品种等），以及实际的对葡萄酒和烈酒及其风味的鉴别，包括品酒方法。
由2008年開始, 课程的等级遵循和使用英国国家认证机制的等级：
- 第一级
  - 第一级葡萄酒初级证书, 1天的葡萄酒课程提供基本的葡萄酒知识，以及考虑如何将食品与葡萄酒搭配。
  - 第一级烈酒初级证书, 1天的课程提供基本的产品知识以及烈酒营销和服务方面的技巧， 为学习者在餐饮业或烈酒行业的第一份工作做准备。
  - 第一级葡萄酒服务初级证书, 2天的课程传授葡萄酒服务的技术，以及培训餐馆布置方面的实用技能。该课程的第一天将讲授第一级葡萄酒初级证书课程的内容。
- 第二级
  - 第二级葡萄酒与烈酒中级证书, 课程包含了重要的葡萄品种，以及这些品种在世界范围内的产区。课程教授学生如何使用WSET系统品嚐方法[7]以及专业地品鉴葡萄酒和烈酒。
  - 第二级烈酒专业证书, 该烈酒课程在烈酒和力娇酒的特定领域提供更具宽度和深度的知识。
- 第三级
  - 第三级葡萄酒与烈酒高级证书, 提供有关世界各地葡萄酒和烈酒范围更广，更全面的知识。该证书更注重于品酒方法。
  - 国际葡萄酒和烈酒高等证书[8]，该认证只通过国际WSET课程提供者教授，课程以几种不同的语言教授。
- 第四级
  - 第四级葡萄酒与烈酒学位证书[9], 该证书是专家级的资格证书，传授专家级的葡萄酒和烈酒的知识和与之相结合的商业因素，以及深入详尽的葡萄酒和烈酒专业评估系统。
- 第五级
  - 第五级葡萄酒与烈酒荣誉学位证书, WSET第五级证书课程是一项个人研究项目，参加者可以选定主题，并开发与之有关的葡萄酒和烈酒的研究、评估和分析方面的技能。任何持有WSET第四级证书的人都可以参加该课程。

WSET的课程也可以由遍布世界的大量"认可的课程提供者"教授。这使得WSET的课程等级成为国际上在学术课程外，葡萄酒和烈酒实用知识的事实上的标准。 学术课程如葡萄酒酿造学（oenology），葡萄栽培，食品技术和类似的学科主要关注饮料生产的科学和工程学方面。
WSET为葡萄酒与烈酒学位证书的持有者创建了一个成员机构，称作葡萄酒与烈酒协会（ "Institute of Wines & Spirits"）， 获得葡萄酒与烈酒学位证书的人被允许在他们的名字后加上 'AIWS'（葡萄酒与烈酒协会会员）。葡萄酒与烈酒学位证书通常是参加葡萄酒大师培训所必需的，该培训是由另外的机构（葡萄酒大师协会）组织的培训。